# 松井章
松井 章（まつい あきら、1952年5月5日 - 2015年6月9日）は、日本の環境考古学者・動物考古学者。文学修士（東北大学）。

## 人物
大阪府堺市出身。1976年東北大学文学部史学科考古学専攻卒業。奈良国立文化財研究所埋蔵文化財センター研究員や文化財研究所奈良文化財研究所埋蔵文化財センター長、文化財研究所奈良文化財研究所所長、国立文化財機構奈良文化財研究所埋蔵文化財センターセンター長、奈良国立文化財研究所教授などを務めた。2011年、動物考古学と環境考古学の業績により、濱田青陵賞を受賞。
2015年6月9日、肝臓癌のため死去。

## 書籍
- 『環境考古学への招待 発掘からわかる食・トイレ・戦争』(岩波新書) 2005.1
- 「動物考古学」京都大学学術出版会, 2008.2
- 丸山真史,菊地大樹編『松井章著作集 動物考古学論』新泉社、2021

### 共編著
- 『考古学と動物学』(考古学と自然科学) 西本豊弘共編. 同成社, 1999.7
- 『古代湖の考古学』牧野久実共編. クバプロ, 2000.12
- 『環境考古学』編著]日本の美術 至文堂 2001.8
- 『考古科学的研究法から見た木の文化・骨の文化』編集・監修. クバプロ, 2003.3
- 『環境考古学マニュアル』編. 同成社, 2003.7
- 『野生から家畜へ』編 (食の文化フォーラム) ドメス出版, 2015.9